# Opodiphthera eucalypti

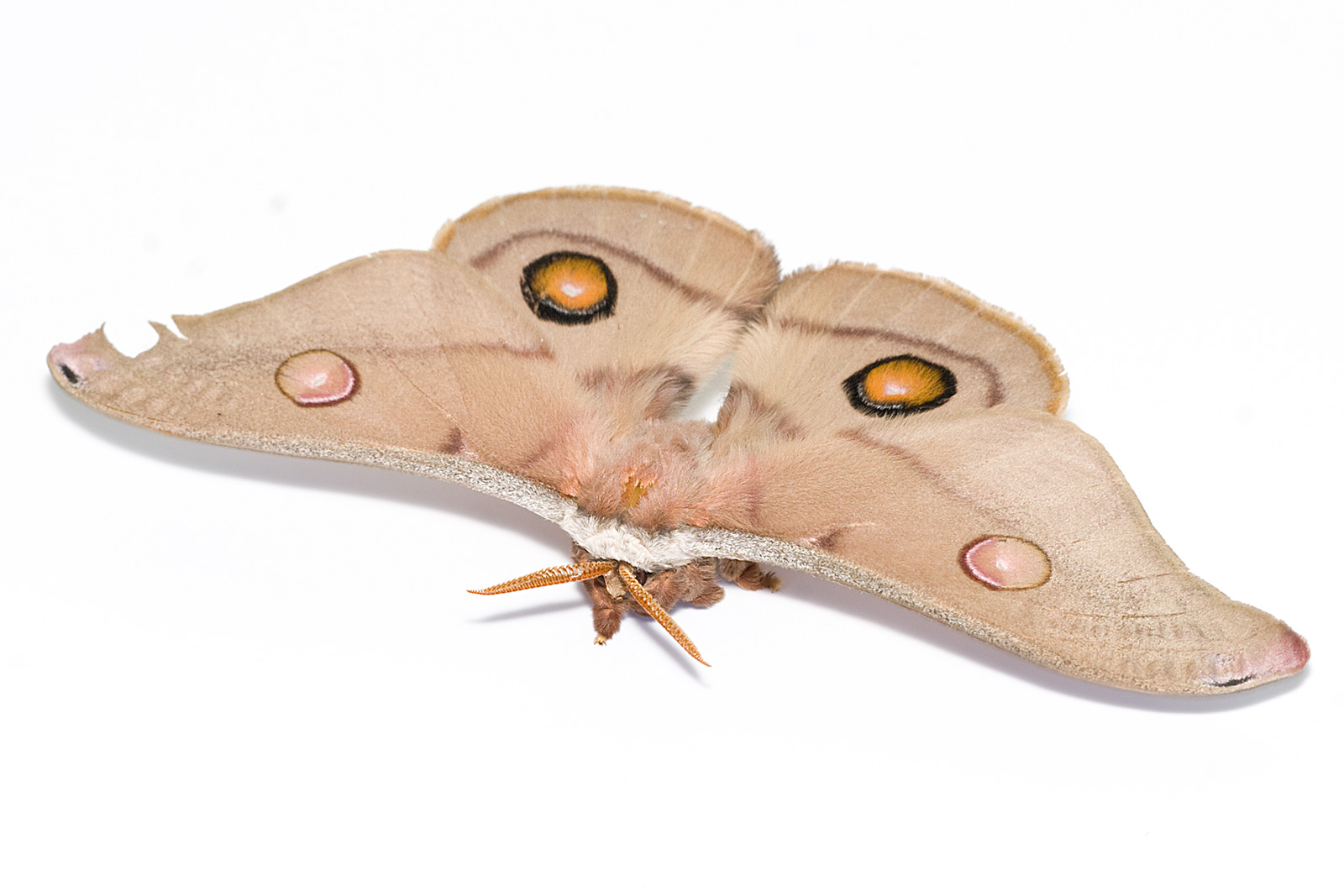
Weibchen

Opodiphthera eucalypti ist ein in Australien vorkommender Schmetterling aus der Familie der Pfauenspinner (Saturniidae). Das Artepitheton ist von Eukalyptus (Eucalyptus), der Hauptnahrungspflanze der Raupen abgeleitet.

## Beschreibung

### Falter
Die Falter erreichen eine Flügelspannweite von 120 bis 150 Millimetern. Die Weibchen sind etwas größer als die Männchen. Die Färbung und Zeichnung ist bei beiden Geschlechtern ähnlich. Flügel und Körper variieren in der Farbe von ockerfarben über blass rötlich braun bis zu tief rosa braun. Auf der Oberseite eines jeden Flügels hebt sich mittig je ein Augenfleck ab, der auf den oftmals dunkleren Hinterflügeln etwas größer und deutlicher ausfällt, schwarz umrandet und orangefarben gekernt ist. Beide Flügelpaare zeigen hinter den Augenflecken je eine dünne, rotbraunene, weißlich angelegten äußere Querlinie. Der Apex ist leicht ausgestellt und hat eine rotbraune Farbe. Die Fühler der Männchen haben eine sehr lange und deutliche Kammzähnung, die bei den Weibchen schwächer ausgebildet ist. Ein Saugrüssel fehlt.

### Ei
Das Ei hat eine ovale Form und eine cremig weiße Farbe. Es hat einen Durchmesser von etwa zwei Millimetern. Das Weibchen legt die Eier einzeln oder in einer Reihe auf der Oberseite eines Blattes der Nahrungspflanze ab.

### Raupe
Frisch geschlüpfte Raupen sind schwarz und mit einigen kurzen Haaren bedeckt. Individuen des zweiten Raupenstadiums zeigen weiterhin kurze Härchen sowie schwarze und gelbe Tuberkel. Im dritten und vierten Raupenstadium wechseln die Tiere zu einer grünlichen bis bräunlichen Grundfarbe. Die Tuberkel nehmen rote, gelbe und blaue Farben an, aus denen kurze Haare wachsen. Der Seitenstreifen ist gelb. Mit dem fünften und letzten Stadium erscheinen die Raupen in einer kräftigen blaugrünen Farbe, zeigen viele blaue und rote Tuberkel sowie einen gelbweißen Seitenstreifen. Ihre Körperlänge beträgt dann 70 bis 80 Millimeter.

### Puppe
Ausgewachsene Raupen spinnen einen sehr festen, auch gegen Regen geschützten Kokon aus bräunlichen Seidenfäden, bevorzugt in einer Astgabel. Einige kleine Löcher für die Belüftung werden an den Seiten eingearbeitet. Die innerhalb des Kokons liegende Puppe ist kurz und gedrungen und hat eine rotbraune Farbe.

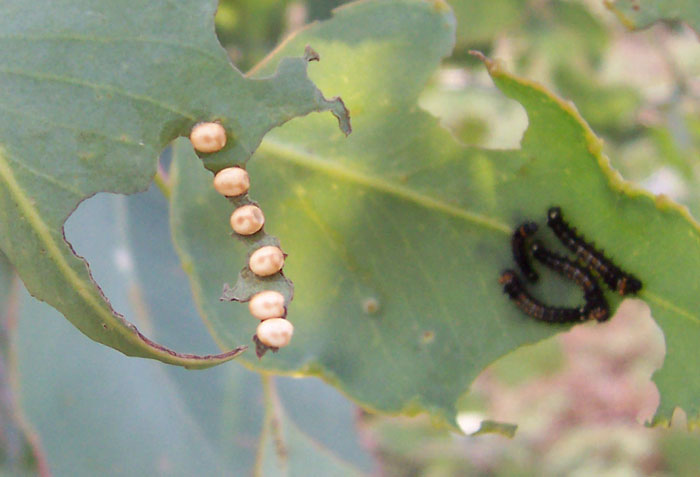
Eier und erstes Raupenstadium
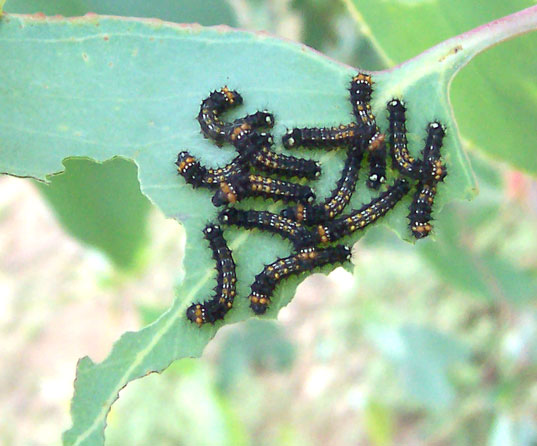
Zweites Raupenstadium
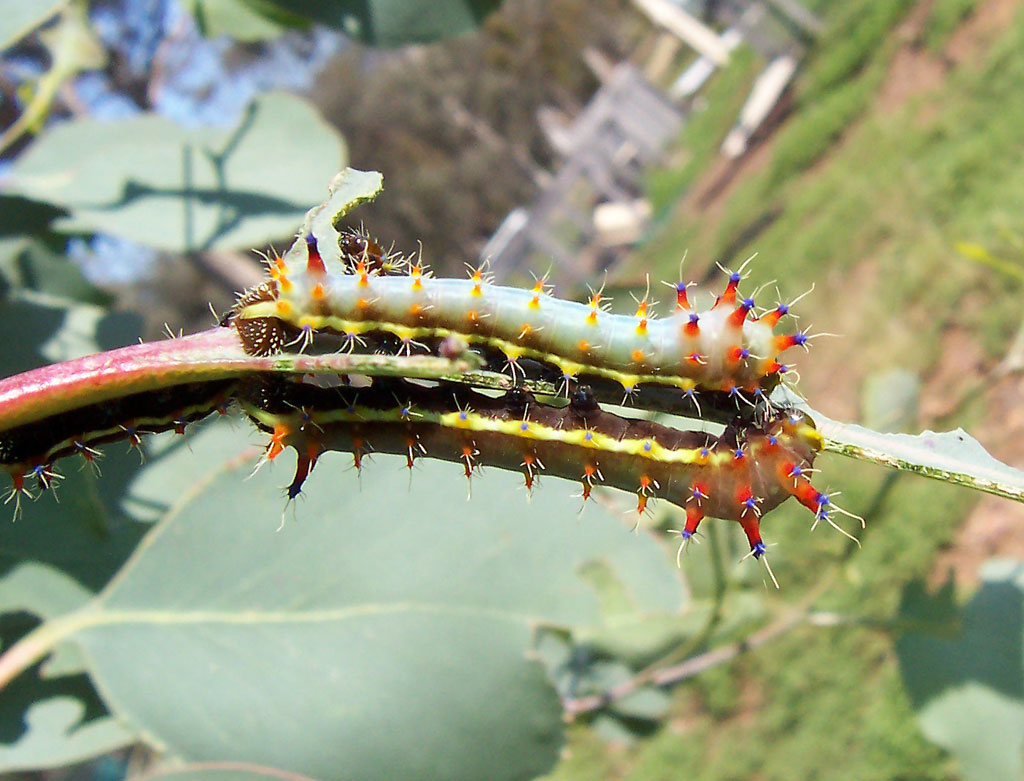
Drittes (oben) und viertes (unten) Raupenstadium
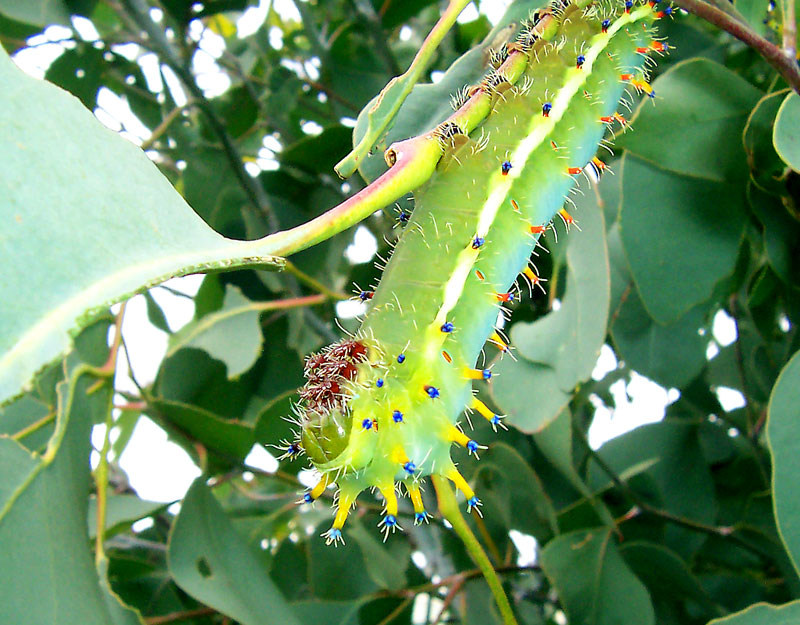
Fünftes Raupenstadium
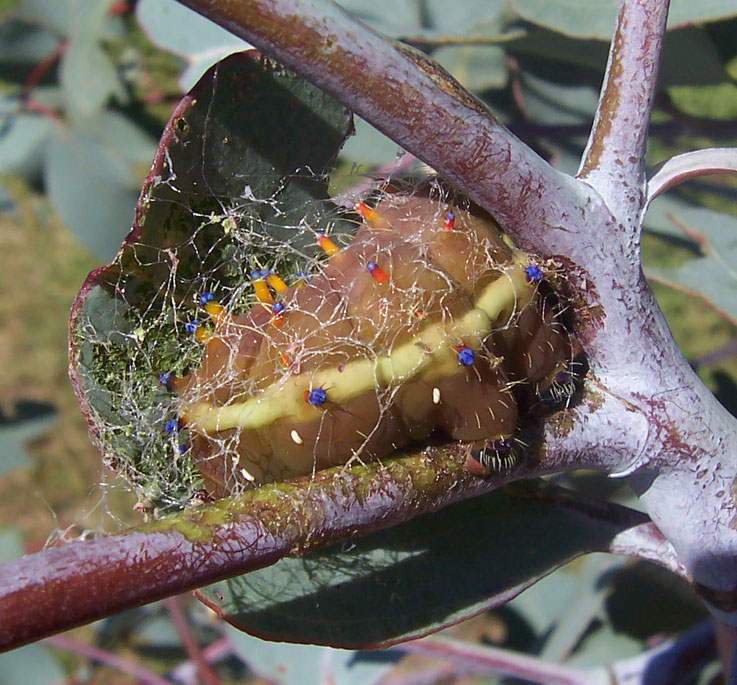
Raupe beim Spinnen des Kokons
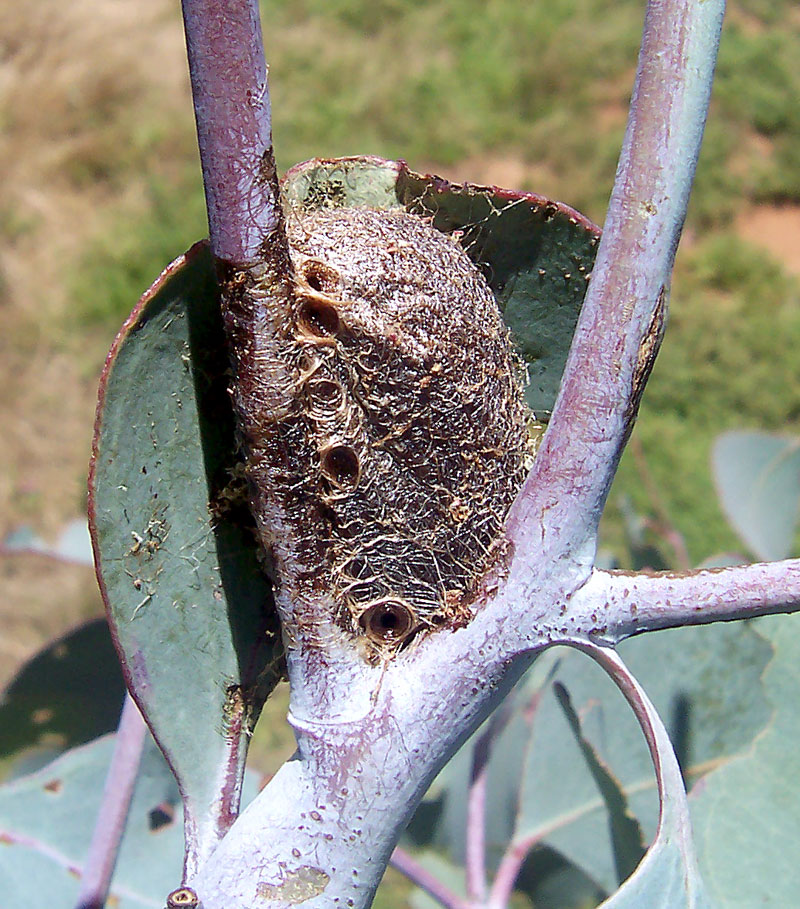
Kokon

## Verbreitung und Lebensraum
Opodiphthera eucalypti kommt ausschließlich in Australien und Neuseeland vor. Die Art besiedelt dort Eukalyptuswälder.

## Lebensweise
Die nachtaktiven Falter von Opodiphthera eucalypti fliegen in einer Generation im australischen Sommer. Sie nehmen keine Nahrung zu sich. Nachts besuchen sie künstliche Lichtquellen. Die Raupen ernähren sich bevorzugt von den Blättern verschiedener Eukalyptusarten (Eucalyptus). Sie wurden jedoch auch an Pfefferbäumen (Schinus), Birken (Betula), Amberbäumen (Liquidambar) und Prunus-Arten gefunden. Die Raupen leben von November bis März, verpuppen sich und die Falter schlüpfen im folgenden Sommer. Je nach den klimatischen Bedingungen können die Puppen bis zu fünf Jahre überliegen. Deshalb ist der Kokon auch sehr hart und fest versponnen. Wenn der Schmetterling die harte Schale verlassen will, scheidet er zunächst eine Flüssigkeit aus, die den Seidenkokon aufweicht und schneidet anschließend ein kreisförmiges Loch mit scharfen Haken, die sich an den Vorderflügeln befinden und die nach dem Schlüpfen abfallen. Die Raupen haben eine Vielzahl an Feinden. So werden sie zuweilen von Vögeln, beispielsweise von Curawongs oder Stachelbürzlern (Campephagidae) gefressen. Schlupfwespen (Ichneumonidae), Polyhedrosis Viren und Pilz-Parasiten stellen eine weitere Gefahr dar.